# Altusried
Altusried är en köping (Markt) i Landkreis Oberallgäu i Regierungsbezirk Schwaben i förbundslandet Bayern i Tyskland. Altusried ligger i regionen Allgäu och folkmängden uppgår till cirka 10 000 invånare.
Altusried kommun har 167 kommunala delar. Huvud orter är: Altusried, Frauenzell, Kimratshofen, Krugzell och Muthmannshofen.
Altusried är 35 km söder om Memmingen och 15 km norr om Kempten (Allgäu). 1,5 km norrut, slingrar sig Iller förbi.

## Historia
Altusried grundades antagligen på 8-talet. Namnaren var förmodligen en viss Alto från Friesland. Orten nämns 1180 för första gången i en urkund.

## Sevärdheter
- Kyrka St. Blasius och Alexander (sedan 1204)
- Borg Kalden (ruin)
- Hängbro Fischers-Pfosen
- Barocken kyrka i Frauenzell i Allgäu
- Kapell i Gschnaidt (vallfartsort)
- Magnuskapell (Altusried)
- Friluftsteater

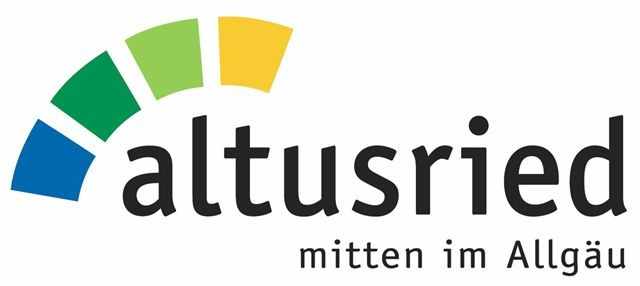
Logo av Altusried
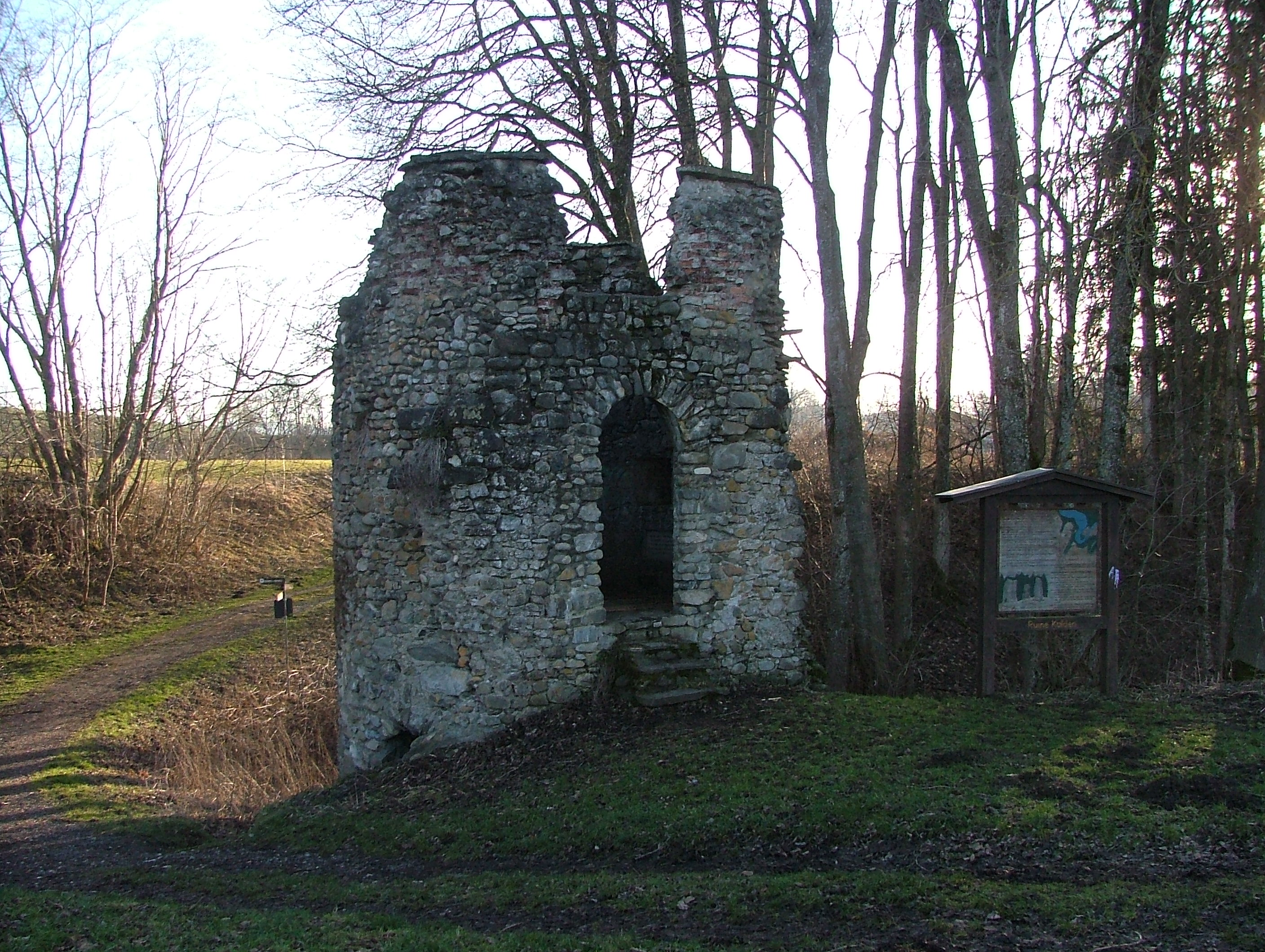
Borg Kalden (ruin)
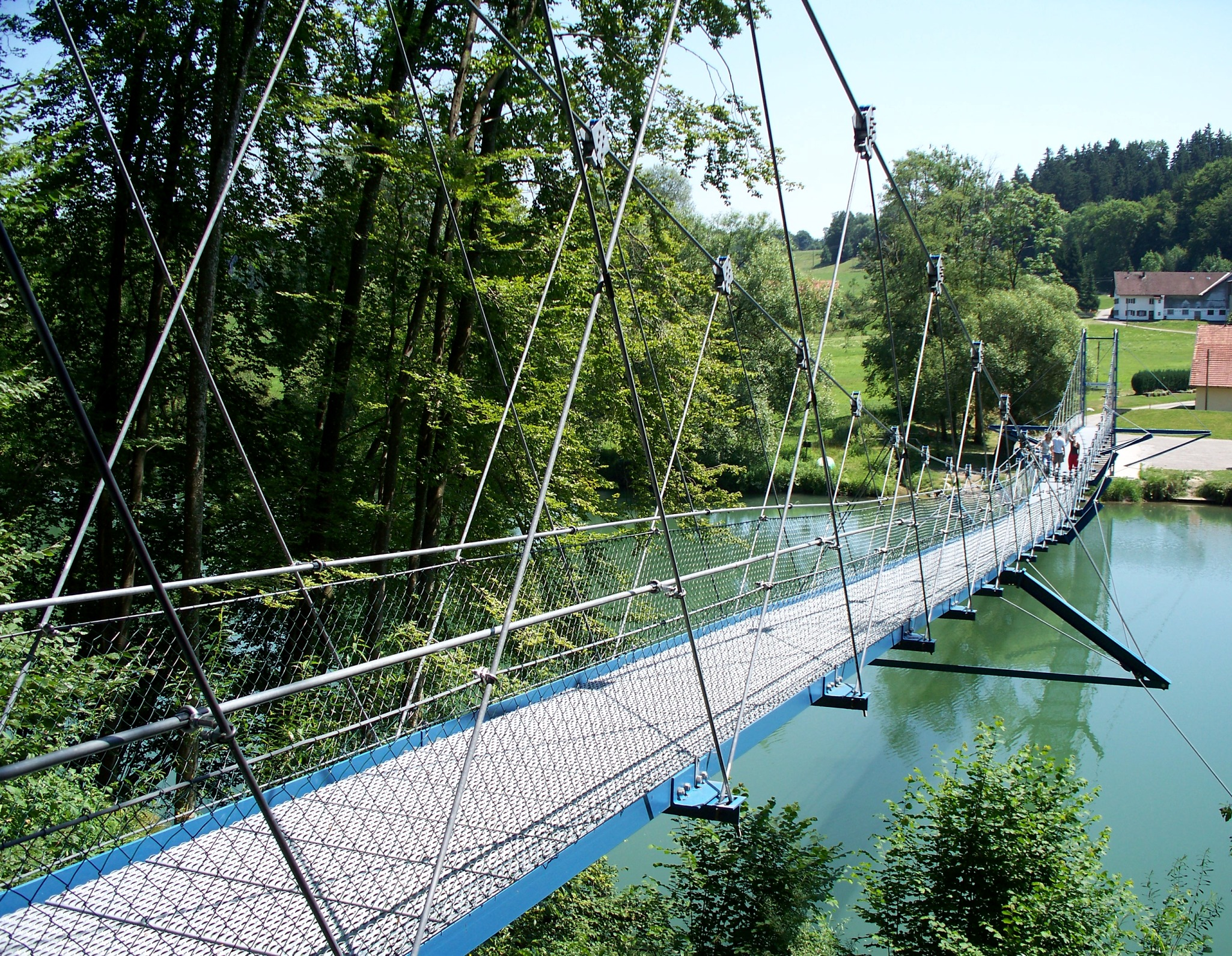
Hängbro Fischers-Pfosen
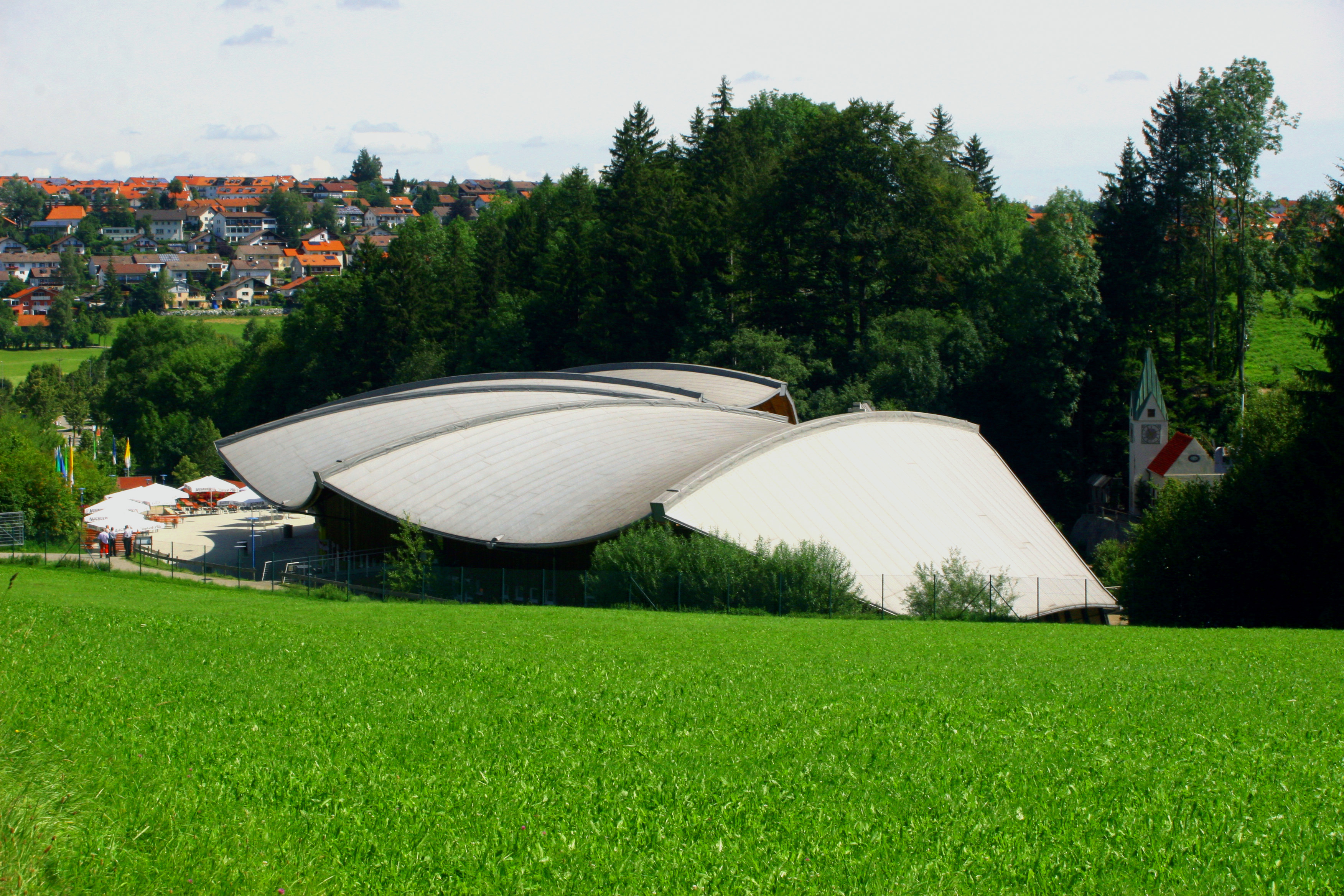
Friluftsteater (2009)

## Specialiteter

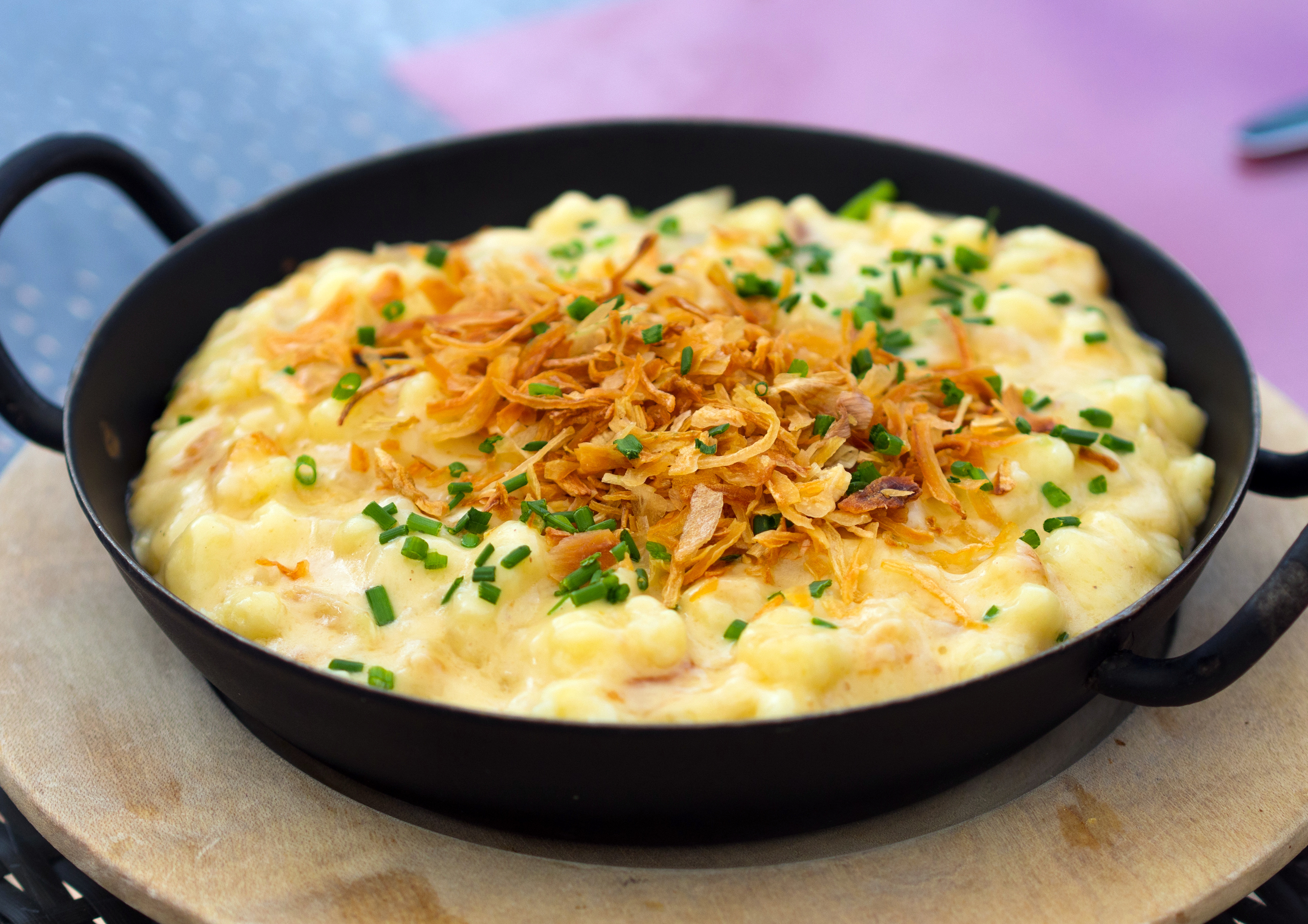
Käsespätzle med rostad lök
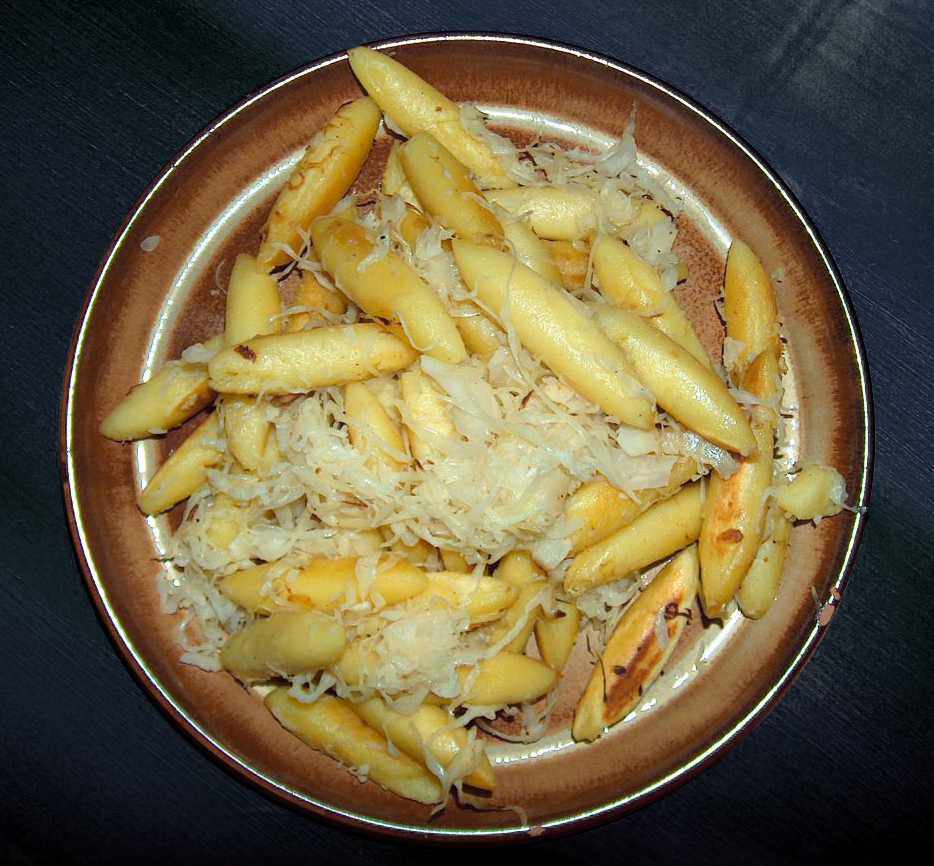
Schupfnudel med surkål
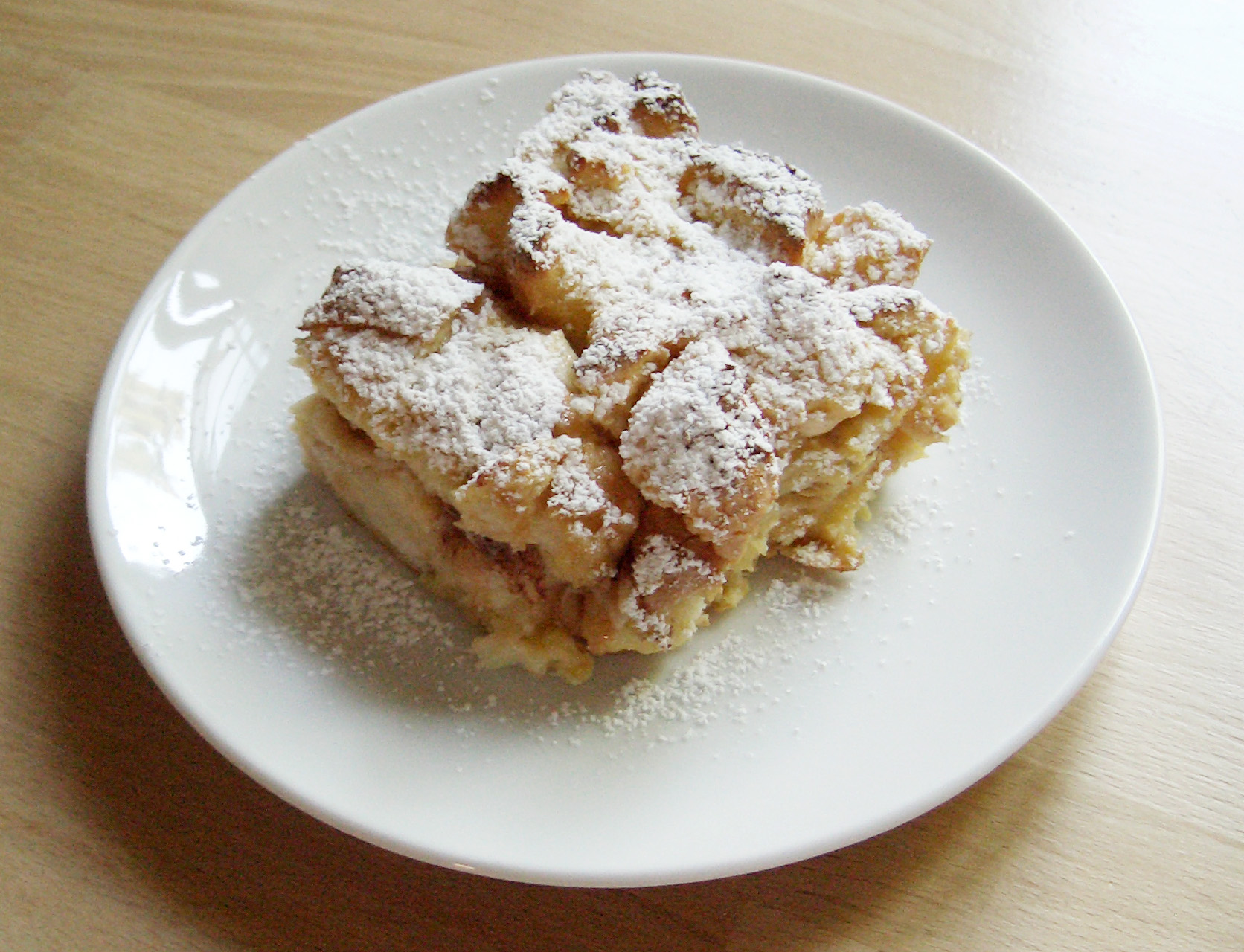
Ofenschlupfer
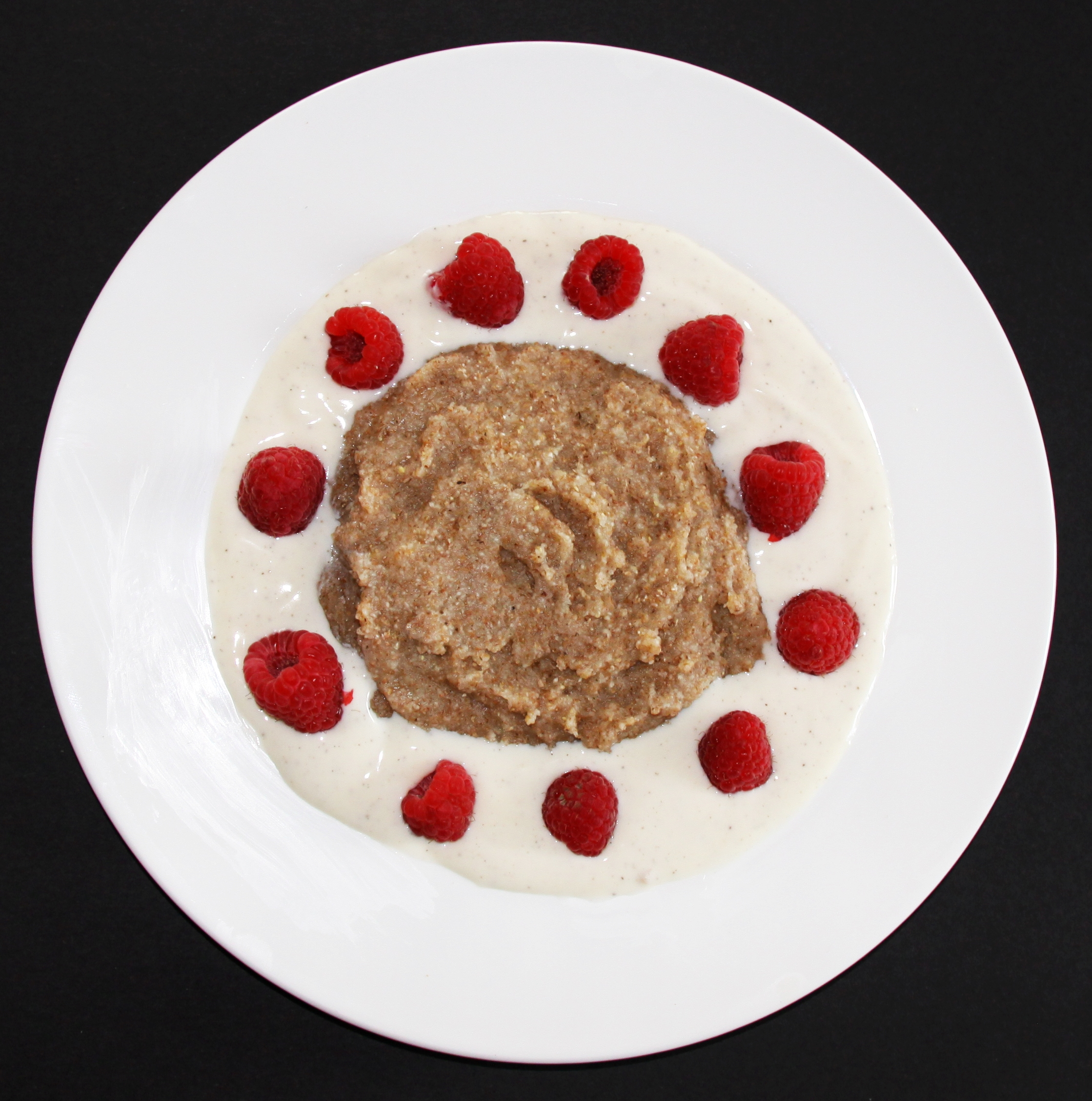
Brenntar

## Kända personer som bott i Altusried
- Joseph Ignaz Weiss (1722–nach 1792), Barocken målare
- Al Gromer Khan (* 1946), musiker